# Eva no duerme
Eva no duerme je argentinské filmové drama. Natočil jej režisér Pablo Agüero, který je rovněž autorem scénáře. Film sleduje osud ostatků argentinské první dámy Evy Perónové, a to od její smrti v roce 1952 až do pohřbení v roce 1976. Děj snímku je rozdělen do tří částí: První ukazuje balzamovače těla, další vojáky, kteří její tělo ukryli na tajné místo, a třetí sleduje únos generála Pedra Eugenia Arambury. Režisér Pablo Agüero strávil čtyři roky výzkumem událostí popsaných ve filmu. Snímek měl premiéru dne 12. září 2015 na Torontském mezinárodním filmovém festivalu. Do argentinských kin byl uveden v listopadu téhož roku. Film získal dvě ceny na Amienském mezinárodním filmovém festivalu.